# Copa Adidas 2010
A Copa Adidas ou Copas Adidas Teutônia de 2010 foi a 4ª edição da Copa Adidas, segunda competição de base mais importante do país. O torneio é realizado na cidade de Teutônia, Estado do Rio Grande do Sul, e no ano de 2010 contou com equipes de três países. Brasil, Paraguai e Argentina.
A praça de esportes do Esperança de Languiru sediou as partidas finais da quarta edição da Copa Adidas Teutônia, durante o sábado, dia 16 de janeiro. Quem assistiu os jogos decisivos pôde conferir um dia cheio de emoções, jogadas bonitas, gols, disposição e decisões por pênaltis para conhecer os campeões em cada uma das seis categorias.
O público de aproximadamente 3 mil pessoas se revezou ao longo do dia nas arquibancadas e espaços com sombra, dando um incentivo adicional aos atletas dentro de campo.

## Maior do Brasil em número de equipes
A Copa Adidas Teutônia é o maior campeonato de futebol para categorias de base de todo o Brasil, em número de participantes. A competição iniciou com 126 equipes, divididas em 6 categorias.
Clubes do Brasil, Paraguai e Argentina disputaram o certame de 2010.
Participantes de destaque na edição 2010.
- Grêmio
- Internacional
- Juventude
- Remo
- Club Inter (Buenos Aires)
- Duque de Caxias

 Sagrou-se campeão.

## Campeões por categoria

Sport Club Internacional - Campeão Sub-12 de 2010.

| SUB-12 | SUB-12                          | SUB-12                                 | SUB-12                                                            |
|        | Campeão                         | Vice                                   | Artilheiro                                                        |
| ------ | ------------------------------- | -------------------------------------- | ----------------------------------------------------------------- |
|        | Internacional/RS                | CFM Centro Esportivo de Encantado/RS   | Pedro Lucas Schwaizer (Inter) com 11 gols                         |
| SUB-13 |                                 |                                        |                                                                   |
|        | Campeão                         | Vice                                   | Artilheiro                                                        |
|        | Sporting Sul de Porto Alegre/RS | Academia Avante Genoma de Tuparendi/RS | Maximiliano Rivera e Matias Samaniego (Avante Genoma) 7 gols cada |
| SUB-14 |                                 |                                        |                                                                   |
|        | Campeão                         | Vice                                   | Artilheiro                                                        |
|        | São José "B" de Porto Alegre/RS | Americano de Novo Hamburgo/RS          |                                                                   |
| SUB-15 |                                 |                                        |                                                                   |
|        | Campeão                         | Vice                                   | Artilheiro                                                        |
|        | Juventus de Teutônia/RS         | Avenida de Agudo/RS                    |                                                                   |
| SUB-16 |                                 |                                        |                                                                   |
|        | Campeão                         | Vice                                   | Artilheiro                                                        |
|        | Remo                            | Juventus de Teutônia/RS                | Felipe Reis Sousa Mourão (Remo) com 7 gols                        |
| SUB-17 |                                 |                                        |                                                                   |
|        | Campeão                         | Vice                                   | Artilheiro                                                        |
|        | Guarani de Venâncio Aires/RS    | Guarani de São Sebastião do Caí/RS     |                                                                   |

## Títulos por País (2010)
|  | País      | Títulos | Vices |
|  | --------- | ------- | ----- |
|  | Brasil    | 6       | 6     |
|  |           |         |       |
|  | País      | Títulos | Vices |
|  | Argentina | 0       | 0     |
|  |           |         |       |
|  | País      | Títulos | Vices |
|  | Paraguai  | 0       | 0     |